# Jokers VC
Jokers VC, vroeger ook bekend als Jokers VC Heer, is een volleybalvereniging uit Maastricht. De vereniging is opgericht in 1975 en bestaat uit ongeveer 250 leden. De eerste herenteam speelt 1e divisie en het eerste damesteams speelt 3e divisie. Een speciale trainingsgroep is actief vanuit Eijsden.